# Братич, Ивана
Ива́на Бра́тич (дат. Ivana Bratic; род. 26 сентября 1988, Босния и Герцеговина) — датская кёрлингистка.

## Достижения
- Чемпионат Дании по кёрлингу среди женщин: бронза (2013, 2014).
- Чемпионат мира по кёрлингу среди юниоров: бронза (2007)
- Чемпионат Дании по кёрлингу среди юниоров: золото (2007, 2008).[2]

## Команды
| Сезон   | Четвёртый       | Третий          | Второй                   | Первый               | Запасной                                           | Турниры             |
| ------- | --------------- | --------------- | ------------------------ | -------------------- | -------------------------------------------------- | ------------------- |
| 2006—07 | Мадлен Дюпон    | Янне Эллегорд   | Mona Sylvest Nielsen     | Ивана Братич         | Lisa Sylvest Nielsen тренер: Рене Зонненберг (ЧМЮ) | ЧДЮ 2007 · ЧМЮ 2007 |
| 2007—08 | Мадлен Дюпон    | Янне Эллегорд   | Mona Sylvest Nielsen     | Ивана Братич         | Lisa Sylvest Nielsen                               | ЧДЮ 2008            |
| 2007—08 | Мадлен Дюпон    | Янне Эллегорд   | Mona Sylvest Nielsen     | Lisa Sylvest Nielsen | Ивана Братич тренер: Камилла Йенсен                | ЧМЮ 2008 (5 место)  |
| 2009—10 | Стефани Нильсен | Кристин Свенсен | Jannie Gundry            | Ивана Братич         | Cecilie Hygom тренер: Кирстен Йенсен               | ПЕЮ 2010            |
| 2009—10 | Мадлен Дюпон    | Дениз Дюпон     | Ангелина Йенсен          | Камилла Йенсен       | Ивана Братич тренер: Рене Зонненберг               | ЧМ 2010 (6 место)   |
| 2012—13 | Ангелина Йенсен | Камилла Йенсен  | Ане Хансен               | Ивана Братич         |                                                    | ЧДЖ 2013            |
| 2013—14 | Ангелина Йенсен | Камилла Йенсен  | Ане Хансен               | Ивана Братич         |                                                    | ЧДЖ 2014            |
| 2017—18 | Ангелина Йенсен | Кристин Грёнбех | Камилла Скаарберг Йенсен | Лина Альминд Кнудсен | Ивана Братич тренер: Джейми Денбрук                | ЧМ 2018 (11 место)  |

(скипы выделены полужирным шрифтом)